# 花街の母
『花街の母』（はなまちのはは）は金田たつえが、1973年6月10日に日本コロムビアから発売したシングル。

## 解説
民謡でスタートした金田たつえだったが、恩師のディレクター掛川尚雄より、「声があれるから演歌は歌ってはいけない」と言われていたものの、どうしても演歌を歌いたくて、夫の梶原が、知人であった作詞家のもず唱平に頼んで詞を書いてもらう。出来上がってきた詞は、偶然にもたつえ本人の人生とだぶる内容であった。
たつえは、生後80日で金田イチの養女となった。北海道江差で芸者をしていたイチは、砂川市に移り民謡教室の師匠として生計をたてながら、たつえを育ててきた。
イチはたつえに民謡を教えた。その母を北海道に残してたつえは歌手をめざして上京した。
その母の姿が重なり、涙とともに何度も歌詞を読み返した。この詞に曲をつけてレコーディングするも、恩師の逆鱗に触れ、レコード会社も支援はしない、発売地区は大阪のみ、宣伝費用もほとんどなしという厳しい条件の中、「花街の母」はこの世に船出した。大阪地区限定の自主発売という厳しい条件付だったにもかかわらず、歌詞が自身の人生と似ているところがあるということから「何年かかっても、この曲は必ず世に出したい」と決心する。
酔客相手のキャバレー回り、一人もふりむいてさえくれない店頭キャンペーン、魚河岸での早朝キャンペーン、毎日夕方から夜中の2～3時まで、多いときは一日で 24軒もの店をまわった。気がつくと、ざっと日本列島を2周半するほどの距離をくまなくまわったという。
そして、地道な努力が実を結び、4年後の1977年には全国発売になり、発売から6年目に全国的な大ヒット曲となり、15年間で250万枚以上を売り上げた。1979年の年間シングルチャートでは第16位を獲得した。1979年には『第30回NHK紅白歌合戦』に初出場。多くの賞を受賞し、テレビドラマ化、映画化もされた。

## 収録曲
両曲とも、作詞：もず唱平、作曲：三山敏、編曲：山路進一

### SIDE A
1. 花街の母  –  (4:09)

### SIDE B
1. 情知らずの紅椿  –  (4:02)

## 映画

### キャスト
- 清島とよ子：松尾嘉代
- 清島明子（18歳）：古手川祐子
- 清島明子（5歳）：大熊なぎさ
- 清島明子（10歳）：戸塚ゆ加里
- 稲村英雄：仲谷昇
- 工藤周一：上野山功一
- 石岡勝：峰竜太
- お福：岡尚美
- 藍本くめ：浅芽しのぶ
- 三谷：加藤春哉
- 山水閣の女将：伊東あつ子
- 八重次：木村夏江
- 白井実千代：新井麗子
- 白井絵理：伊藤加枝
- 倉橋義市：早川雄三
- 黒木：深江章喜
- 間宮医師：新田昌玄
- アケミ：山科ゆり
- 金田幸子：尾家美砂子
- 金田たつえ

### スタッフ
- 監督：西河克己
- 脚本：村尾昭、中島信昭
- 撮影：前田米造
- 製作：酒井知信
- 音楽：津島利章
- 美術：徳田博
- 編集：井上治
- 照明：川島晴雄
- 録音：福島信雄
- 助監督：児玉高志
- 企画：小沢潔
- スチル：石川泰士
- 製作補：森園忠

## テレビドラマ

### 解説
父は関西財界の大立て者、母は芸者という環境に育った娘が明るくたくましく生きる姿を描く。ヒット曲を基調とした人情劇。

### キャスト
- 吉沢京子
- 高森和子
- 大和田獏
- 戸浦六宏
- 有光豊

### スタッフ
- 演出：伊東雄三
- 脚本：辻久一、尾中洋一
- プロデューサー：山田尚

## カバー
- 三笠優子 -（1978年、シングル「花街の母/女町エレジー」収録。）